# Pedicularis kerneri
Pedicularis kerneri är en snyltrotsväxtart som beskrevs av Dalla Torre. Pedicularis kerneri ingår i släktet spiror, och familjen snyltrotsväxter. Inga underarter finns listade i Catalogue of Life.

## Bildgalleri

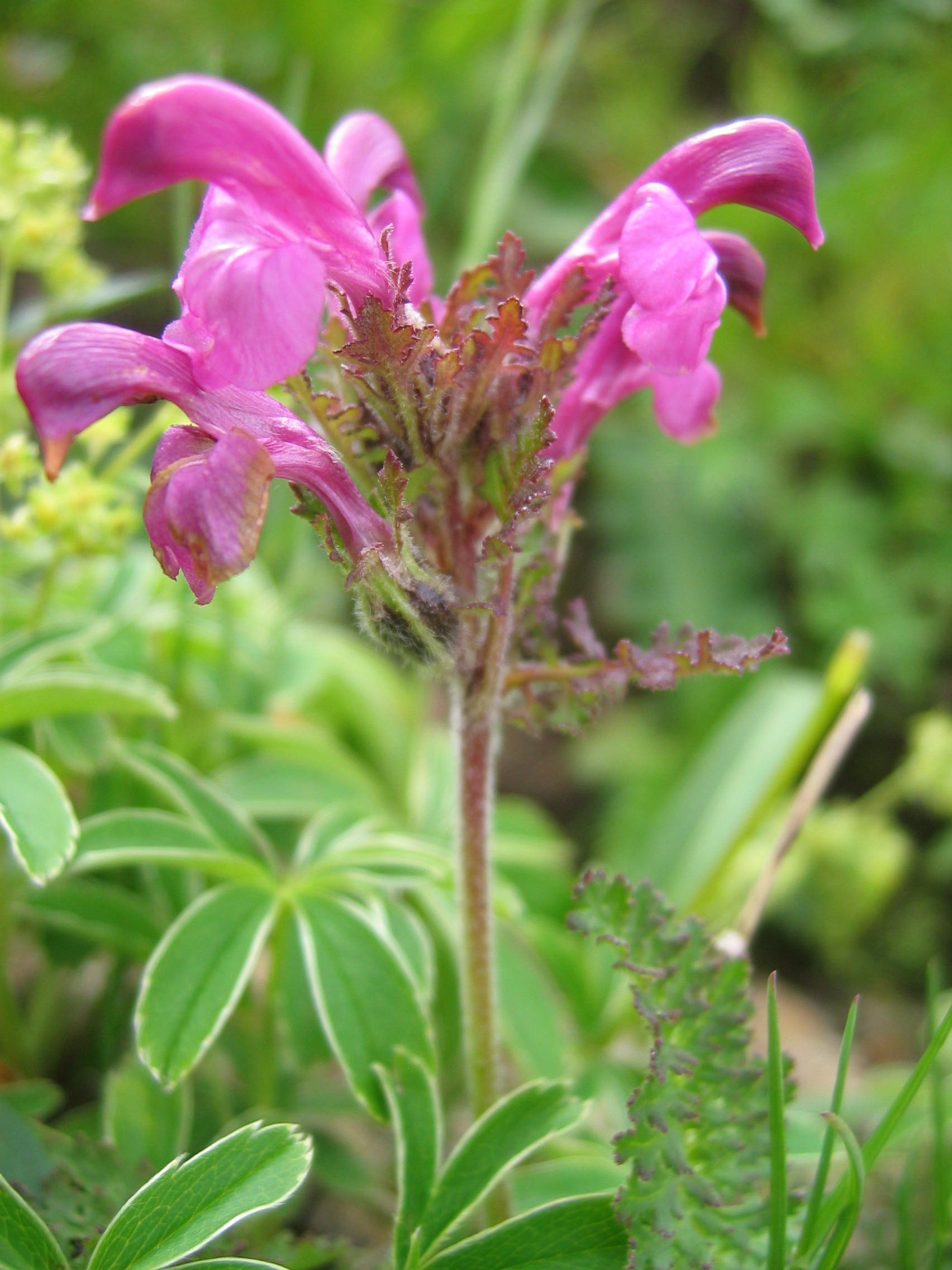